# Bardo Fierros
Bardo Fierros (Villahermosa, Tabasco, México, 3 de noviembre de 1982) es un exfutbolista mexicano. Jugaba de delantero y su último equipo fue Venados en el Ascenso MX.

## Trayectoria
Debutó en el Ascenso MX con los Lagartos de Tabasco el sábado 9 de agosto de 2003, contra Tapachula. Al año siguiente pasa a los Delfines de Coatzacoalcos, y para el Apertura 2005 llega al Club León, donde jugó sus mejores partidos. Esto le permitió debutar popsteriormente en la Liga MX con el Atlante, puesto que eran filiales y se podían alternar entre ambos equipos.
Para el Apertura 2007 tuvo un breve paso por el Atlético Mexiquense, y en 2008 llega a Dorados de Sinaloa. Emigra al extranjero, a causa del tristemente famoso "Pacto de Caballeros", primero en Argentina con Talleres y después en Colombia con Atlético Bucaramanga. Tras un fugaz paso por el fútbol de Vietnam, y probar suerte en la Selección de fútbol playa de México, en 2013 regresa a los empastados con el Venados, para luego ponerle fin a su carrera.

## Clubes
| Club                      | País      | Año       |
| ------------------------- | --------- | --------- |
| Lagartos de Tabasco       | México    | 2003-2004 |
| Delfines de Coatzacoalcos | México    | 2004-2005 |
| Atlante                   | México    | 2005      |
| Club León                 | México    | 2005-2007 |
| Atlético Mexiquense       | México    | 2007      |
| Dorados de Sinaloa        | México    | 2008      |
| Talleres                  | Argentina | 2009      |
| Atlético Bucaramanga      | Colombia  | 2010      |
| Hanoi Football Club       | Vietnam   | 2011      |
| Venados                   | México    | 2013      |